# Holly Willoughby
Holly Marie Willoughby (Brighton, 10 febbraio 1981) è una conduttrice televisiva, modella e scrittrice britannica.

## Biografia
Nel 1995, all'età di 14 anni, Holly Willoughby ha firmato un contratto come modella con la Storm Model Agency. Nella prima metà degli anni 2000 ha avviato la sua carriera come conduttrice di programmi per bambini, raggiungendo successo con Holly & Stephen's Saturday Showdown e riuscendo a vincere nel 2006 un BAFTA Children's Award. Dal 2006 al 2012 ha presentato la versione britannica di Notti sul ghiaccio; nello stesso periodo si è occupata di numerosi altri programmi per ITV. Dal 2008 al 2020 ha preso parte al game show Celebrity Juice.
A partire da settembre 2009 conduce quotidianamente This Morning con Phillip Schofield. Tra il 2012 e il 2014 ha presentato le prime due edizioni di The Voice UK; in questo decennio si è occupata di tre stagioni di Play to the Whistle e una di I'm a Celebrity...Get Me Out of Here! nel 2018, anno in cui è tornata per una stagione di Dancing on Ice.

## Opere
- (EN) Fearne Cotton e Holly Willoughby, The Best Friends' Guide to Life, Vermilion, 2011, ISBN 9780091935405.
- (EN) Truly Happy Baby, Thorsons, 2016, ISBN 9780008172527.
- (EN) Truly Scrumptious Baby, Thorsons, 2017, ISBN 9780008172565.